# Lysiopetalum costatum
Lysiopetalum costatum är en mångfotingart som beskrevs av Karsch 1880. Lysiopetalum costatum ingår i släktet Lysiopetalum och familjen Callipodidae. Inga underarter finns listade i Catalogue of Life.